# Włodzimierz Kołodziejuk
Włodzimierz Kołodziejuk (ur. 28 maja 1937 w Rogawce) – polski inżynier melioracji wodnych i polityk, poseł na Sejm PRL IX kadencji.

## Życiorys
Syn Jana i Eugenii. W 1962 uzyskał tytuł magistra inżyniera melioracji wodnych w Szkole Głównej Gospodarstwa Wiejskiego w Warszawie. 1 lutego 1965 wstąpił do Polskiej Zjednoczonej Partii Robotniczej. Do 1980 był dyrektorem Wojewódzkiego Zarządu Melioracji Wodnych. W 1981 studiował w Wyższej Szkole Nauk Społecznych przy KC PZPR. Od 1 stycznia 1981 do 11 kwietnia 1983 był sekretarzem Komitetu Wojewódzkiego PZPR w Białymstoku, 11 kwietnia 1983 został I sekretarzem KW. W 1985 uzyskał mandat posła na Sejm PRL IX kadencji, wybranego w okręgu Białystok. Zasiadał w Komisji Rynku Wewnętrznego i Usług, Komisji Nadzwyczajnej do rozpatrzenia projektów ustaw związanych z realizacją drugiego etapu reformy gospodarczej oraz w Komisji Nadzwyczajnej do rozpatrzenia projektu Ordynacji Wyborczej do Sejmu oraz Ordynacji Wyborczej do Senatu. I sekretarzem KW PZPR w Białymstoku był do grudnia 1989. Prezes Oddziału Wojewódzkiego NOT w Białymstoku.